# Eleições municipais em Fortaleza em 1985
As eleições municipais em Fortaleza em 1985 ocorreram em 15 de novembro, como parte das eleições em 201 municípios nos 23 estados brasileiros e nos territórios federais do Amapá e Roraima. Foi a primeira eleição da Nova República e nela foram vencedores a prefeita Maria Luíza Fontenele e o vice-prefeito Américo Barreira, na primeira eleição direta para prefeito desde Murilo Borges em 1962.
Nascida em Quixadá, Maria Luíza Fontenele formou-se assistente social na Escola de Serviço Social de Fortaleza em 1965, instituição depois incorporada à Universidade Estadual do Ceará. Assumiu a coordenação do Departamento de Ação Social Comunitária de Fortaleza em 1968 e obteve o Mestrado em Sociologia na Universidade Vanderbilt em 1973, em Nashville, estado do Tennessee, nos Estados Unidos. Professora da Escola de Serviço Social, nela coordenou o ensino de Sociologia entre 1975 e 1976. Eleita deputada estadual pelo MDB em 1978, seguiu rumo ao PMDB quando restabeleceram o pluripartidarismo, sendo reeleita em 1982. Divergências políticas ocasionaram a sua filiação ao PT cinco meses antes de eleger-se prefeita de Fortaleza em 1985, abrigando-se no PSB durante o seu mandato.

## Resultado da eleição para prefeito
Foram apurados 465.213 votos nominais, assim distribuídos:
| Candidatos a prefeito de Fortaleza | Candidatos a vice-prefeito      | Número | Coligação            | Votação | Percentual |
| ---------------------------------- | ------------------------------- | ------ | -------------------- | ------- | ---------- |
| Maria Luíza Fontenele PT           | Américo Barreira PT             | 13     | PT (sem coligação)   | 159.846 | 34,36%     |
| Paes de Andrade PMDB               | Narcélio Limaverde PMDB         | 15     | PMDB (sem coligação) | 148.437 | 31,91%     |
| Lúcio Alcântara PFL                | Evandro Ayres de Moura PFL      | 25     | PFL (sem coligação)  | 121.326 | 26,08%     |
| Antônio Morais PTB                 | Aragão e Albuquerque Júnior PDS | 14     | PTB, PDS             | 27.204  | 5,85%      |
| Francisco Tarcíso Leite PSC        | Marcelo de Melo Brasil PSC      | 20     | PSC (sem coligação)  | 4.303   | 0,92%      |
| Moema São Thiago PDT               | Flávio Torres PDT               | 12     | PDT (sem coligação)  | 3.692   | 0,79%      |
| Humberto Beviláqua PL              | Célia Maria Gaspar Albano PL    | 22     | PL (sem coligação)   | 405     | 0,09%      |
| Fontes:                            |                                 |        |                      |         |            |